# 6-й стрелковый корпус (2-го формирования)
6-й стрелковый корпус — воинское соединение Вооружённых Сил СССР во время Великой Отечественной войны.

## История
Управление корпуса было сформировано летом 1942 года в Сибирском военном округе, в Новокузнецке.
В действующей армии с 1 октября 1942 года по 19 апреля 1943 года.
В сентябре 1942 года корпус был переброшен в Подмосковье, куда прибыл к 23 сентября. Здесь части корпуса были пополнены и доукомплектованы, прошли боевую подготовку. К середине ноября 1942 была завершена переброска корпуса на фронт, в район станций Селижарово и Шуваево. 23 ноября корпус силами 150-й стрелковой дивизии провёл первый бой частного характера у деревни Дмитровка.
Участвуя в операции «Марс», части корпуса с 25 ноября действовали на направлении главного удара армии южнее города Белый. Первая полоса обороны противника была быстро смята, части корпуса продвинулись южнее и юго-восточнее города Белый, где увязли в тяжёлых позиционных боях. Утром 28 ноября положение в полосе действий корпуса изменилось: 91-я стрелковая бригада, потеснив противника, обеспечила ввод в прорыв 47-й механизированной бригады, которая смогла почти окружить город. Корпус вёл бои за город до 7 декабря.
Вражеские войска подтянули резервы и 7 декабря ударом на север отрезали войска корпуса, кроме 75-й, 78-й стрелковых бригад и большей части 150-й стрелковой дивизии.
До 15 декабря корпус вёл бои в окружении, затем прорвался к своим. За ноябрь-декабрь 1942 года из 37 500 человек корпус потерял 25 400, в том числе: убитыми — 5400, ранеными — 16000, пропавшими без вести — 4000.
По немецким данным, потери были следующими:
74-я стрелковая бригада — уничтожена, 75-я стрелковая бригада — потери 80-90 % личного состава, 78-я стрелковая бригада — потери 75 %, 91-я стрелковая бригада — потери 75 %, 150-я стрелковая дивизия — не указано (приблизительно 60 %), 229-й танковый полк — более 50 %.
Затем корпус оставался на прежних позициях, исключая некоторые его части, привлекавшиеся для участия в Великолукской операции, вёл бои частного характера, весной 1943 участвовал в Ржевско-Вяземской операции 1943 года. Вёл бои до 16 марта 1943, затем был отведён в резерв.
19 апреля 1943 был преобразован в 19-й гвардейский стрелковый корпус.

## Боевой состав
| Дата       | Фронт                    | Армия      | В составе (стрелковые) | Другие части, в том числе приданные                                                             | Примечания |
| ---------- | ------------------------ | ---------- | --- | ----------------------------------------------------------------------------------------------- | ---------- |
| 01.09.1942 | Сибирский военный округ  | -          | 150-я стрелковая дивизия 74-я стрелковая бригада 75-я стрелковая бригада 78-я стрелковая бригада 91-я стрелковая бригада                                                 | 51-й отдельный батальон связи 107-й отдельный сапёрный батальон 2200-я военная почтовая станция | -          |
| 01.10.1942 | Московский военный округ | -          | 150-я стрелковая дивизия 74-я стрелковая бригада 75-я стрелковая бригада 78-я стрелковая бригада 91-я стрелковая бригада                                                 | 51-й отдельный батальон связи 107-й отдельный сапёрный батальон 2200-я военная почтовая станция | -          |
| 01.11.1942 | Калининский фронт        | 22-я армия | 150-я стрелковая дивизия 74-я стрелковая бригада 75-я стрелковая бригада 78-я стрелковая бригада 91-я стрелковая бригада                                                 | 51-й отдельный батальон связи 107-й отдельный сапёрный батальон 2200-я военная почтовая станция | -          |
| 01.12.1942 | Калининский фронт        | 41-я армия | 150-я стрелковая дивизия 74-я стрелковая бригада 75-я стрелковая бригада 78-я стрелковая бригада 91-я стрелковая бригада                                                 | 51-й отдельный батальон связи 107-й отдельный сапёрный батальон 2200-я военная почтовая станция | -          |
| 01.01.1943 | Калининский фронт        | 41-я армия | 150-я стрелковая дивизия 74-я стрелковая бригада 75-я стрелковая бригада 78-я стрелковая бригада 91-я стрелковая бригада                                                 | 51-й отдельный батальон связи 107-й отдельный сапёрный батальон 2200-я военная почтовая станция | -          |
| 01.02.1943 | Калининский фронт        | 41-я армия | 74-я стрелковая бригада 75-я стрелковая бригада 78-я стрелковая бригада 91-я стрелковая бригада                                                                          | 51-й отдельный батальон связи 107-й отдельный сапёрный батальон 2200-я военная почтовая станция | -          |
| 01.03.1943 | Калининский фронт        | 41-я армия | 150-я стрелковая дивизия 46-я стрелковая бригада 54-я стрелковая бригада 74-я стрелковая бригада 91-я стрелковая бригада 44-я лыжная бригада                             | 51-й отдельный батальон связи 107-й отдельный сапёрный батальон 2200-я военная почтовая станция | -          |
| 01.04.1943 | Калининский фронт        | 22-я армия | 150-я стрелковая дивизия 46-я стрелковая бригада 54-я стрелковая бригада 74-я стрелковая бригада 75-я стрелковая бригада 78-я стрелковая бригада 91-я стрелковая бригада | 51-й отдельный батальон связи 107-й отдельный сапёрный батальон 2200-я военная почтовая станция | -          |

## Командование
- Поветкин, Степан Иванович, генерал-майор